# Comté de Wied
IXe siècle – 1698
Entités suivantes :
- Comté de Wied-Neuwied
- Comté de Wied-Runkel

Le comté de Wied est un ancien comté du Saint-Empire romain germanique. Situé au confluent de la Wied et du Rhin, son chef-lieu est Neuwied.
Le comté émerge au IXe siècle, et est réuni de 1243 à 1462 à celui d'Isembourg sous le nom d'Isembourg-Wied. Il est partagé deux fois : entre lui-même et le Wied-Dierdorf en 1631, et entre le comté de Wied-Neuwied et le comté de Wied-Runkel en 1698. Les comtes de Wied-Runkel acquièrent également le comté de Créhange qui est annexé  par la France en 1793. 
Metfried († vers 1129 ou 1145), qui était Gaugraf (comte du Gau) d'Engersgau, un comté médiéval de Franconie sur le Rhin moyen, est considéré comme le fondateur de la famille Wied. Le comté a existé du début du XIIe siècle à 1806 en tant que territoire indépendant de l'empire et membre du cercle du Bas-Rhin-Westphalie. Le haut-comté s'étendait autour des centres de Dierdorf et Runkel, la résidence du bas-comté était à l'origine le château d'Altwied et, de 1653 à 1848, la ville de Neuwied. 
Le comte Lothar (1219-1243) n'a apparemment laissé aucun descendant ayant le droit d'hériter. Depuis que les autres fils et filles de son frère étaient entrés dans le clergé, seuls les descendants de ses filles Theodora et Isalda sont restés héritiers du comté de Wied. En 1243, Lothar transféra son fief aux fils de Théodora, Bruno (II) et Dietrich d'Isembourg. Les descendants de Bruno peuvent donc être décrits comme la deuxième maison comtale descendant de la maison d'Isembourg. En 1473, la propriété de la branche Wied-Braunsberg-Isenburg passa à la branche Runkel par mariage. 
L'archevêque-électeur de Cologne de 1515 à 1546 Hermann V de Wied tenta en vain de conduire l'archevêché au protestantisme avec la Réforme de Cologne. La famille est restée protestante depuis cette époque. La nouvelle ville de résidence de Neuwied, fondée en 1653 par Frédéric III de Wied, est devenue l'une des villes d'exil des protestants et huguenots les plus importantes d'Allemagne.
Jean-Frédéric-Alexandre de Wied-Neuwied fut élevé au rang de prince du Saint-Empire (« Fürst ») en 1784. En 1791, la lignée Wied-Runkel est aussi élevée au rang de prince avec Christian Ludwig de Wied-Runkel (1732-1791). 
Frédéric Charles de Wied ayant refusé de rejoindre la confédération du Rhin, la principauté fut dissoute en 1806 sous la pression de l'empereur français Napoléon I et annexée au duché de Nassau. En 1815, les deux territoires de Wied sont tombés aux mains du royaume de Prusse. Après avoir perdu leur souveraineté, les princes de Wied-Neuwied ont conservé certains droits administratifs sur leur ancienne principauté dans le cadre du royaume de Prusse comme Standesherr. Lorsque la lignée Wied-Runkel (Dierdorf) s'éteignit en 1824, ils en héritèrent et réunirent les deux comtés de Wied après 300 années de division.
Les châteaux d'Altwied, Neuwied et Runkel sont toujours la propriété de la famille de Wied. Après le décès en 2015 de Carl, 8e prince de Wied, sa veuve Isabelle d'Isembourg gère le domaine pour son fils mineur Maximilien (né en 1999). Isabelle est une sœur de Sophie d'Isembourg, princesse de Prusse.

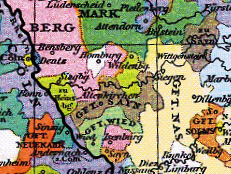
Le comté divisé de Wied (vert clair) à l'est du Rhin.
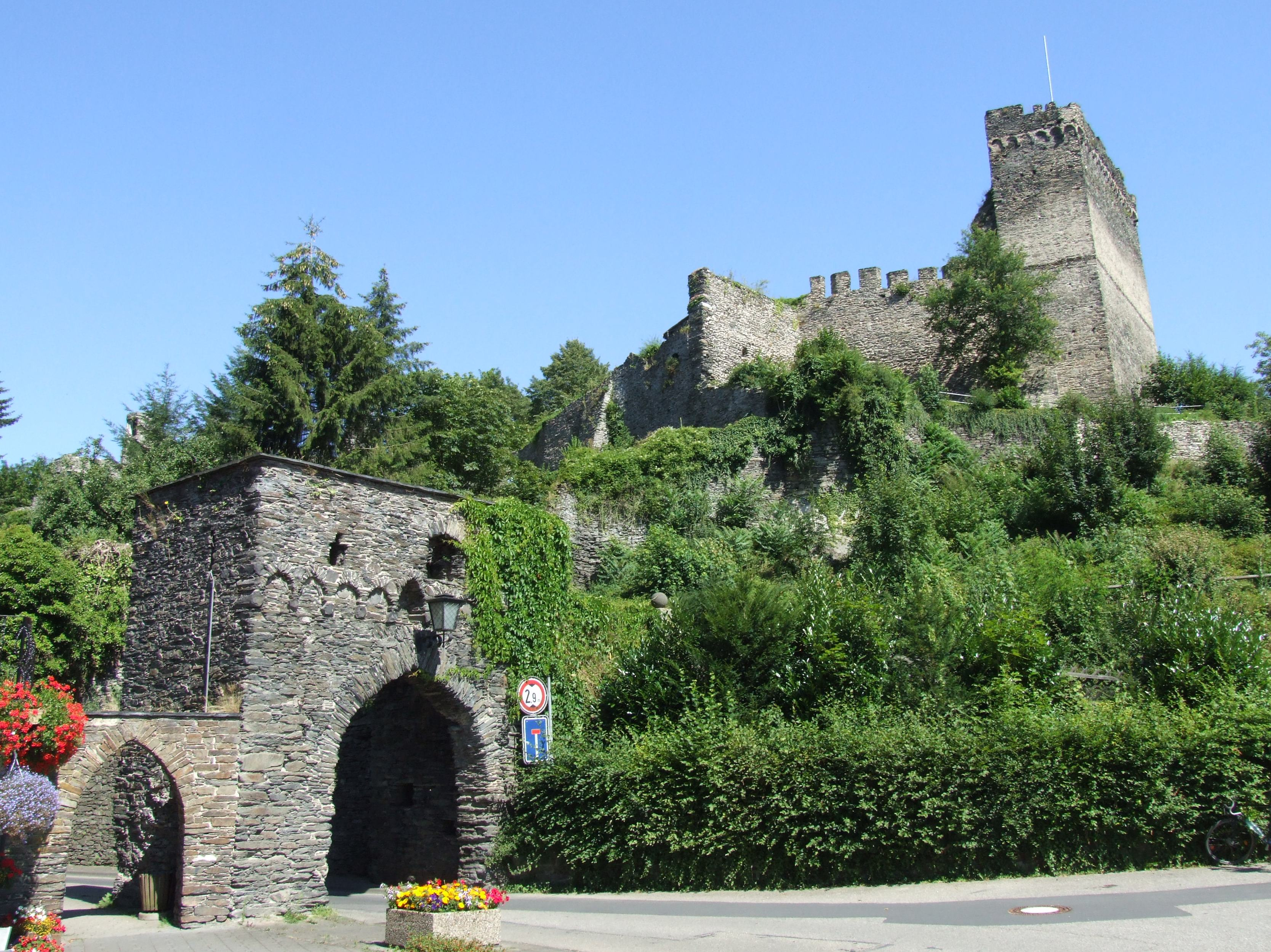
Château d'Altwied.
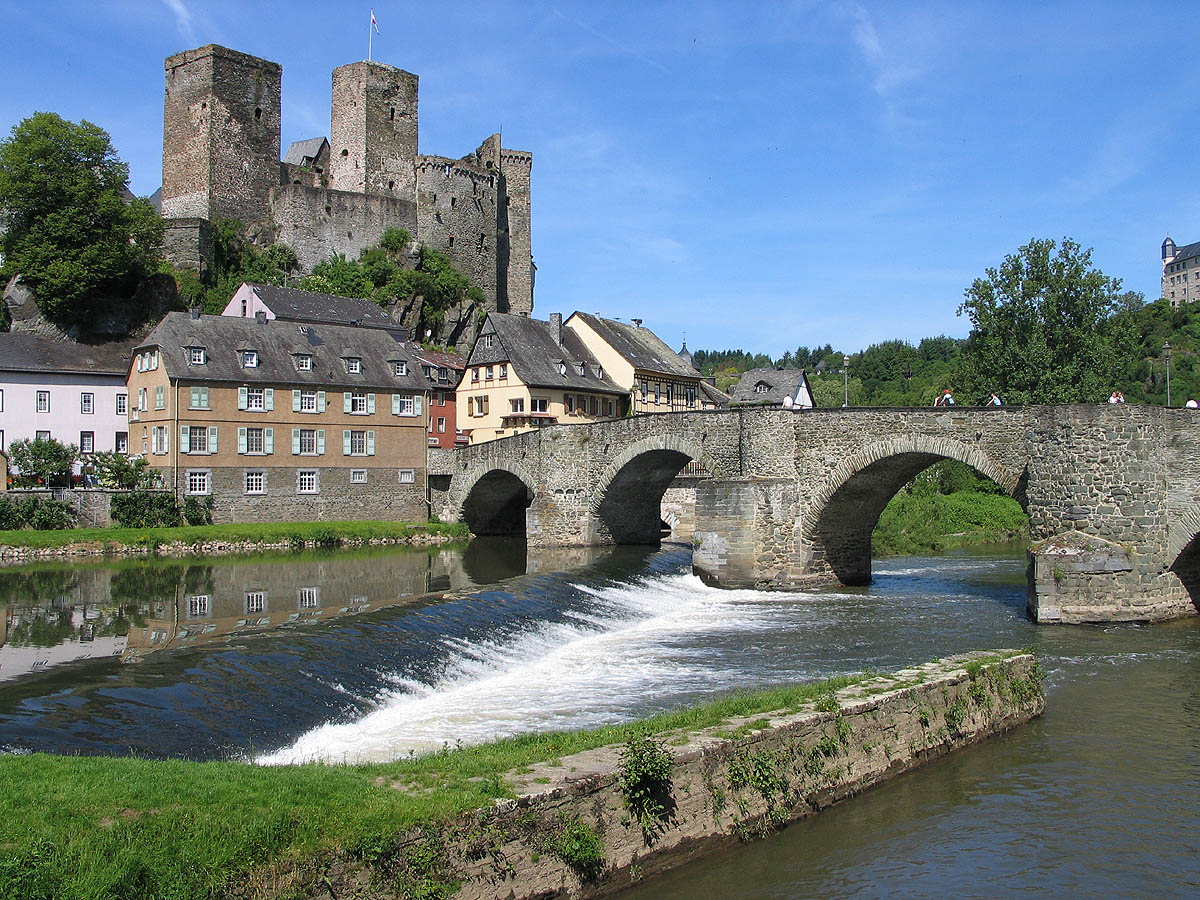
Château de Runkel.
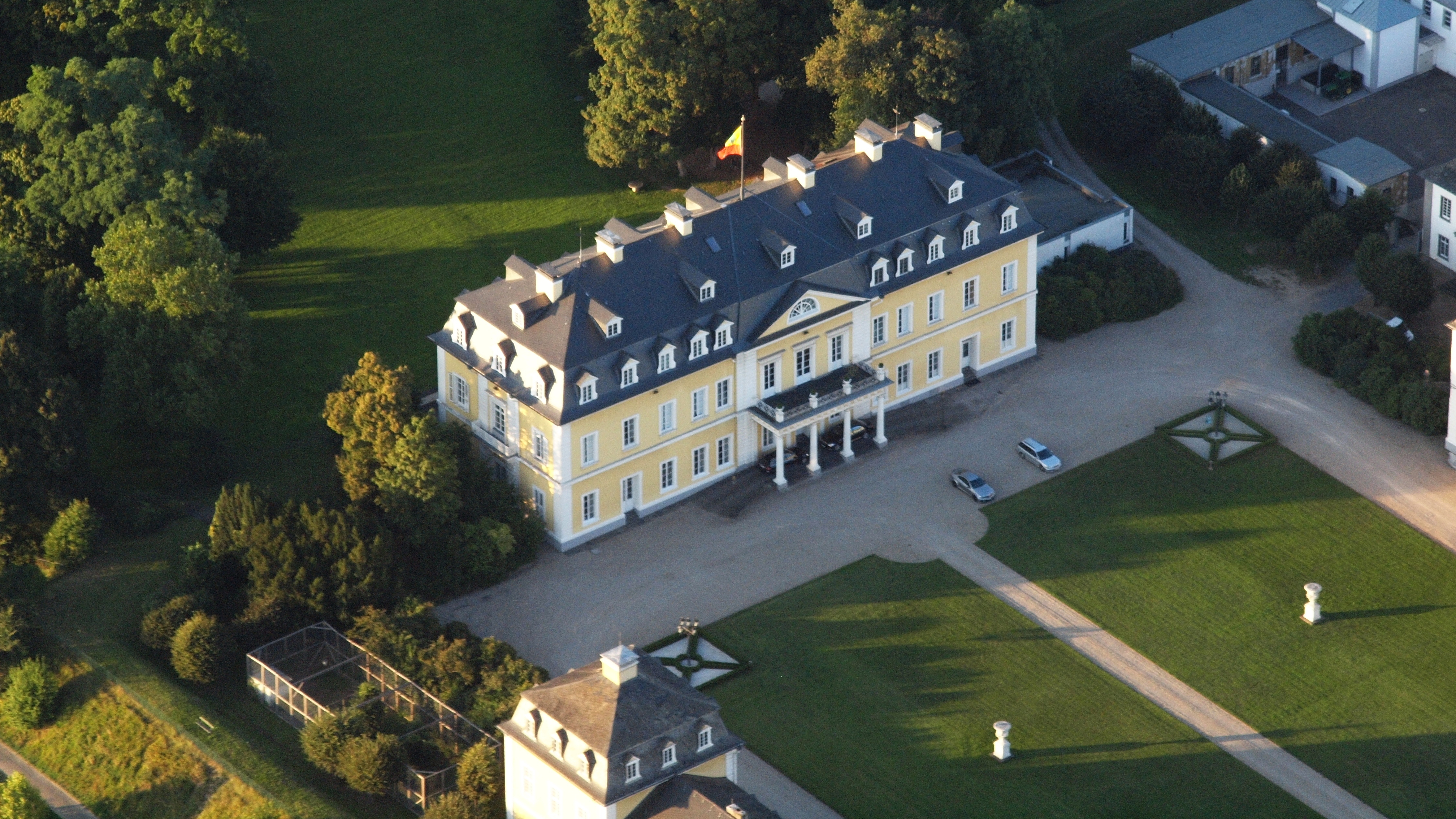
Château de Neuwied.